# Raça lapã

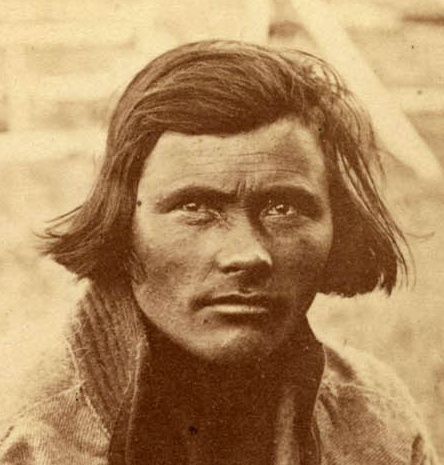
Homem sámi, fotografado por Lotten von Düben, 1868

Os povos sámi, também conhecidos como sami ou sápmi, são um grupo indígena que habita tradicionalmente a região da Lapônia, abrangendo partes do norte da Noruega, Suécia, Finlândia e Rússia (Península de Kola). Historicamente, foram objeto de estudos antropológicos que buscavam descrever suas características físicas e genéticas, muitas vezes sob perspectivas hoje consideradas obsoletas e discriminatórias, como classificações raciais. Atualmente, a pesquisa sobre os sámi utiliza métodos genéticos e serológicos para compreender sua história e diversidade, destacando sua adaptação única ao ambiente ártico e sua rica herança cultural.
As características físicas dos sámi, como baixa estatura e adaptações ao frio, foram notadas desde cedo em relatos históricos, como nas sagas nórdicas. No entanto, a antropologia moderna enfatiza a variabilidade genética e fenotípica, resultado de interações com outras populações europeias e asiáticas ao longo de milênios. Estudos genéticos recentes revelaram que os sámi possuem uma combinação distinta de linhagens maternas e paternas, com haplogrupos que indicam origens tanto europeias quanto asiáticas orientais.

## História

### Primeiras observações

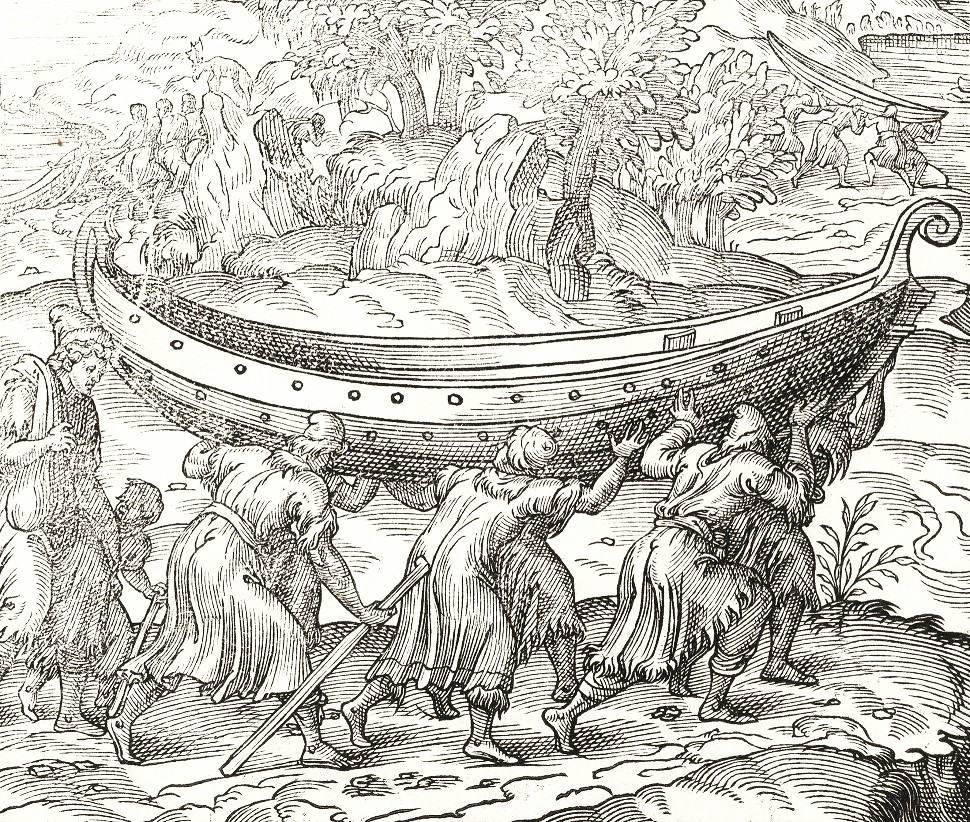
Xilogravura do século XVI, representando sámi transportando um barco

Antes do desenvolvimento de estudos antropológicos sistemáticos, as características físicas e culturais dos sámi já eram notadas por povos vizinhos. Nas sagas nórdicas, eles eram frequentemente chamados de finnar e descritos como um povo nômade habitante do extremo norte da Escandinávia, com traços físicos distintos, como baixa estatura e compleição adaptada ao frio.
Em 1673, Johannes Schefferus publicou Lapponia, um estudo detalhado sobre a cultura e história sámi. Ele destacou a baixa estatura dos sámi, descritos como tendo entre três e cinco côvados de altura, sem as características de nanismo. Schefferus também mencionou traços como cabeça grande, olhos adaptados ao ambiente ártico e beleza feminina, segundo os padrões da época.
Em 1684, François Bernier incluiu os sámi em uma classificação inicial da humanidade, descrevendo-os de maneira pejorativa como "animais vis". Em 1732, Carlos Lineu, após uma expedição à Lapônia, elogiou a agilidade e flexibilidade dos sámi, embora seu foco fosse mais botânico. Essas observações iniciais refletiam tanto curiosidade quanto preconceitos da época.

### Antropologia moderna
No século XIX, com o surgimento da antropologia física, os sámi foram estudados sob a ótica de classificações raciais, muitas vezes com vieses discriminatórios. Durante a Guerra Franco-Prussiana, por exemplo, o francês De Quatrefages sugeriu uma suposta influência sámi nos prussianos para desqualificá-los, enquanto Rudolf Virchow defendia a distinção genética dos povos germânicos. Essas disputas refletiam motivações políticas mais do que científicas.
A partir do século XX, a antropologia física abandonou as classificações raciais em favor de métodos mais objetivos, como a serologia e a genética. Estudos de autores como William Z. Ripley, Jan Czekanowski e Carleton S. Coon começaram a explorar a variabilidade genética dos sámi, reconhecendo sua posição única entre populações europeias e asiáticas.

### Análise genética e serológica

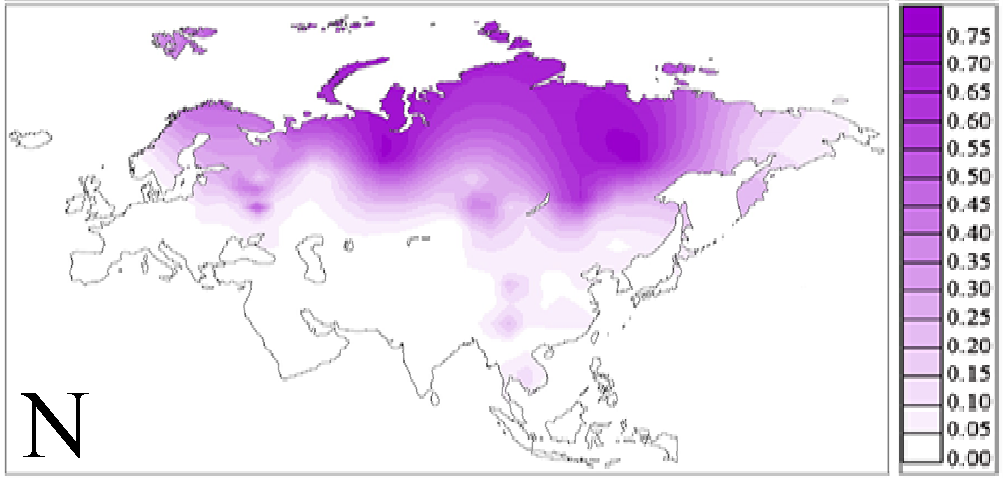
Distribuição do haplogrupo N pela Eurásia

O avanço da genética populacional revolucionou o estudo dos sámi, substituindo classificações fenotípicas por análises de haplogrupos. Estudos de Lars Beckman revelaram uma alta frequência do tipo sanguíneo A2 entre os sámi, distinta de outras populações asiáticas, sugerindo uma história genética complexa.
Em 2004, um estudo da Sociedade Americana de Genética Humana analisou haplogrupos do cromossomo Y e DNA mitocondrial, identificando o haplogrupo N3a como dominante entre os sámi, associado a populações do norte da Ásia e Europa Oriental. O haplogrupo I, comum em populações escandinavas, indica assimilação de grupos locais. No DNA mitocondrial, os haplogrupos V e U5b1b1 predominam, sugerindo uma origem europeia antiga, enquanto haplogrupos como Z1 e D5 apontam para influências asiáticas.
Esses dados indicam que os sámi são resultado de uma mistura genética entre populações europeias ocidentais e asiáticas orientais, com eventos de efeito de gargalo que moldaram seu fundo genético único. A introdução de haplogrupos como R1a e R1b reflete interações com povos indo-europeus vizinhos.

## Características físicas

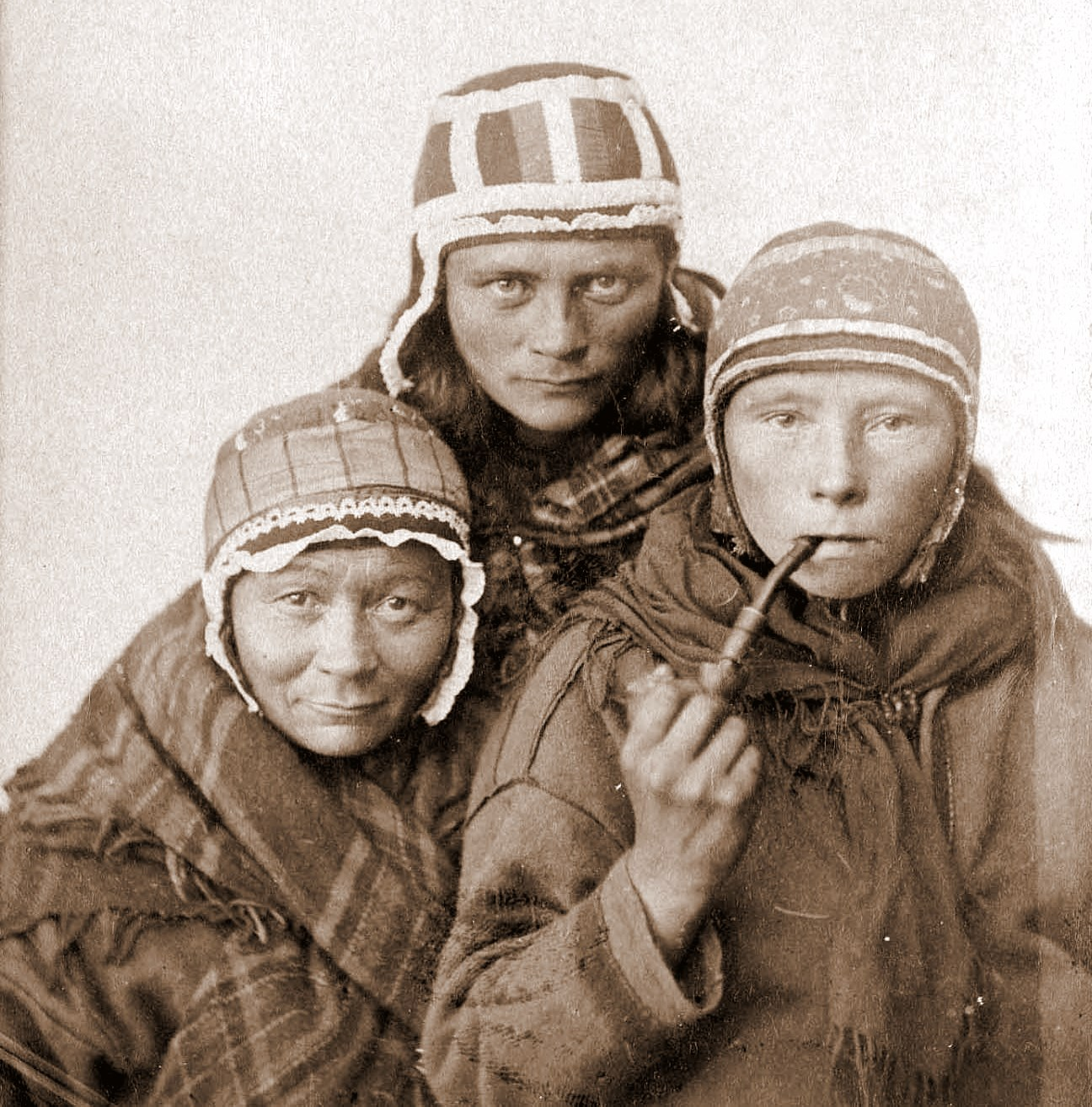
Três mulheres sámi, c. 1890

Os sámi apresentam adaptações físicas notáveis ao ambiente ártico, incluindo baixa estatura (média de 1,55 m a 1,64 m, segundo Carleton S. Coon) e proporções corporais que favorecem a conservação de calor, como pernas curtas e tronco relativamente longo. Essas características são resultado de adaptações evolutivas ao frio extremo, semelhantes às observadas em outros povos árticos.
A cabeça dos sámi tende a ser braquicéfala, com índices cefálicos elevados (média de 84-87). O rosto é descrito como relativamente pequeno, com traços adaptados ao clima, como olhos profundos e nariz compacto. A pigmentação varia, com predominância de cabelos castanhos escuros e peles claras, embora adaptações e misturas genéticas tenham introduzido diversidade.

## Cultura e distribuição
Os sámi habitam tradicionalmente a Lapônia, abrangendo o norte da Noruega, Suécia, Finlândia e a Península de Kola na Rússia. Sua cultura é marcada por práticas como o pastoreio de renas, pesca e, em algumas comunidades, sedentarismo. Estudos genéticos indicam que até um terço dos habitantes de condados suecos como Norrbotten e Västerbotten têm ascendência sámi.
A diversidade cultural e genética dos sámi reflete sua longa história de interação com outros povos, incluindo escandinavos, fínicos e russos. Comunidades como os sámi de Quildim, na Rússia, apresentam influências genéticas distintas, com maior presença de haplogrupos asiáticos.

## Legado e perspectivas modernas
A antropologia moderna reconhece os sámi como um povo com uma história genética e cultural rica, rejeitando classificações raciais históricas que perpetuaram estereótipos. A pesquisa atual foca em preservar sua identidade cultural e entender sua adaptação ao ambiente ártico, promovendo o respeito à sua autodeterminação e patrimônio.